# Colorado-fennsík
Koordináták: é. sz. 37°, ny. h. 110°37.000000°N 110.000000°W

A Colorado-fennsík fekvése Észak-Amerikában

A Colorado-fennsík (angolul Colorado Plateau, spanyolul meseta del Colorado) az úgynevezett Négysarok régió közepén helyezkedik el az Amerikai Egyesült Államok délnyugati részén, Nyugat-Colorado területén, Új-Mexikó északnyugati részén, Utah déli és keleti részén és Arizona északi részén.

## Földrajz

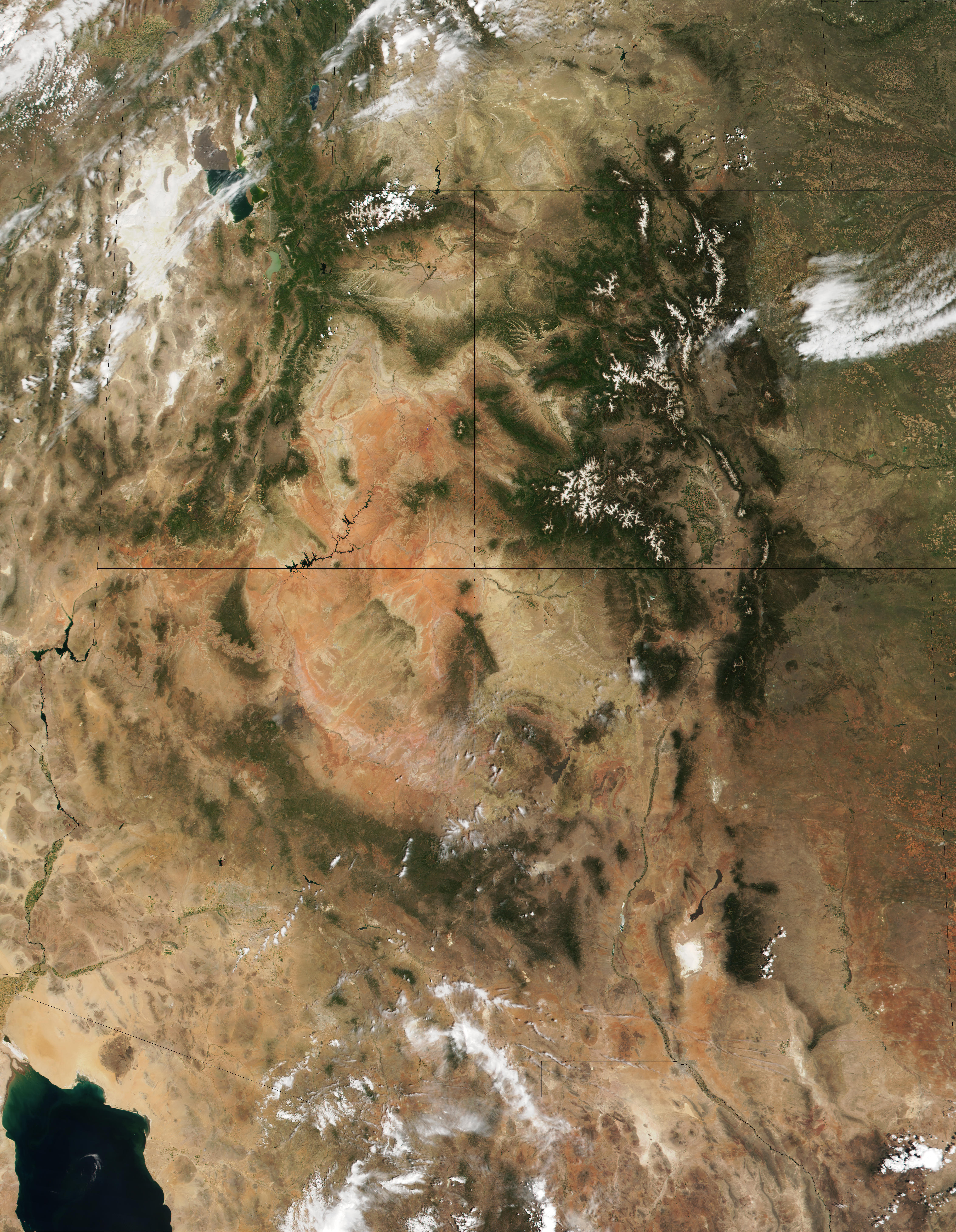
Műholdkép

Területe: 337.000 km², ennek 90%-a a Colorado folyó vízgyűjtőjéhez tartozik.
A Colorado-fennsík nagy része sivatag, néhol erdős részek találhatók. A fennsík délnyugati részén található a Grand Canyon, mely a Colorado folyó által kivájt szurdokvölgy.
A fennsík nagyobb része hasonlít a Grand Canyon tájképéhez. A fennsík egyik beceneve a „Red Rock Country” (am. Vörös szikla ország), mely arra utal, hogy az erózió miatt látható kőzetek különféle színekben pompáznak. A fennsík néhány jellegzetes formái, a tündérkémények, természetes kőhidak, mély folyóvölgyek, kanyonok, kőkúpok stb.
A terület kapcsolódik a Sziklás-hegységhez. A magasan fekvő fennsík hét részre osztható:
- Uinta-medence
- Magas-fennsík
- Grand Canyon
- Canyon Lands
- Navajo terület
- Datil-Mogollon terület
- Acoma-Zuni terület

A fennsík utahi részén a törésvonalak által több különálló fennsík különböztethető meg:
- Awapa-fennsík
- Aquarius-fennsík
- Kaiparowits-fennsík
- Markagunt-fennsík
- Paunsaugunt-fennsík
- Sevier-fennsík
- Fishlake-fennsík
- Pavant-fennsík
- Gunnison-fennsík
- Tavaputs-fennsík

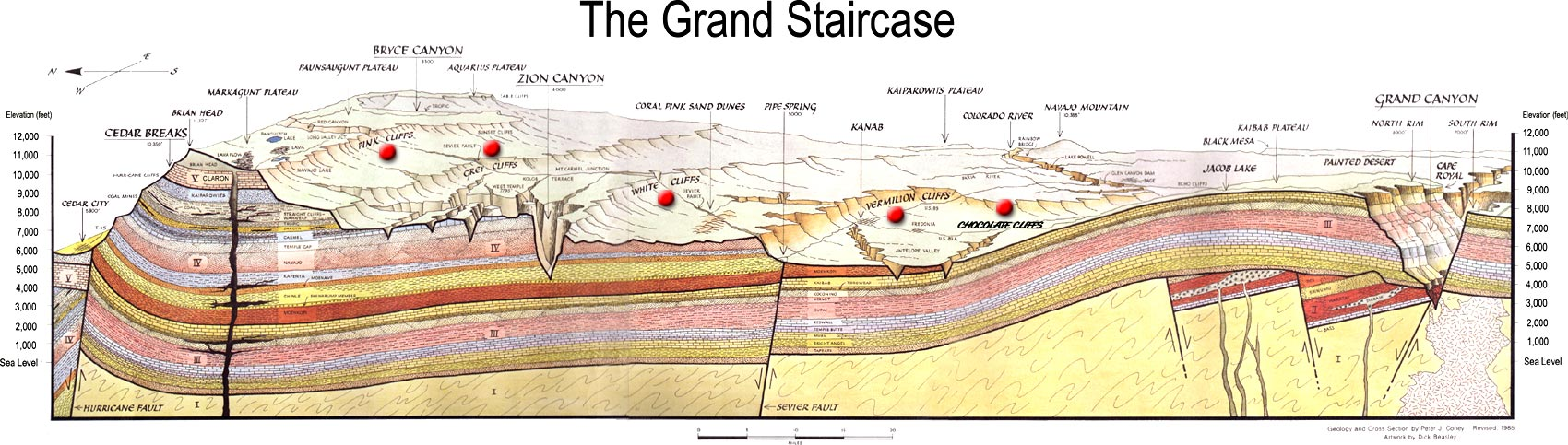
A Nagy lépcsősor földtani metszete

A fennsíkok magassága a tengerszinttől mérve 1500 m és 3350 m között változik.
Az egymásra épülő sziklák alakították ki a Nagy lépcsősor (Grand Staircase) elnevezésű területet.
A változó színű szikláknak külön nevük van.
- Chocolate Cliffs
- Vermilion Cliffs
- White Cliffs
- Gray Cliffs
- Pink Cliffs

A Colorado-fennsík nagy részén évi 15–40 cm eső esik, a magasan fekvő részek több csapadékot kapnak, itt erdők is találhatók.

### Természeti kincsek
A sziklákban bőséges mennyiségben található urán, kőszén, kőolaj és földgáz.
- Kőolaj: a Colorado-fennsík sziklái olajat és földgázt tartalmaznak. Nagy olajtartalék található az új-mexikói San Juan-medencében, a Utah állambeli Uinta-medence területén, a Colorado-beli Piceance-medencében és a Paradox-medence területén.
- Urán: a Colorado-fennsík alatt nagy mennyiségű uránérc található.
- Kőszén: nagy széntartalékok találhatók a fennsík  különböző részein, melynek bányászatát többnyire természetvédelmi és politikai okokból nem engedélyezték. Utah államban a legnagyobb készlet Carbon megyében található. A legnagyobb működő kitermelés a Black Mesa, mely a Navajo Erőművet látja el szénnel.
- Természetes aszfalt (gilzonit): a legnagyobb lelőhely Utah államban van, Vernal közelében.
- Olajpala: nagy készletek találhatók a fennsík északkeleti részén.

## Történet
2000 évvel ezelőtt a pueblo indiánok éltek ezen a területen.
A területet John Wesley Powell őrnagy, geológus fedezte fel 1869 és 1872 között.
A Hoover-gát és a Glen Canyon gát építése megváltoztatta a Colorado folyó arculatát. Drámai módon csökkent az üledékképződés és megváltozott a folyó színe is, mely eredetileg vöröses barna volt (innen származik a neve, mely spanyolul színest jelent), most tiszta és átlátszó. A homokpadok is eltűntek, de időnként kísérleti jelleggel áradást okoznak a gát kinyitásával, és így némileg pótolják a homokpadokat. Ezt 5-10 évenként ismétlik.
A 20. század vége felé nagy bevételt jelent az itt lakóknak a turizmus. A fennsíkon található számos egyedülálló látványosság Las Vegasból is könnyen elérhető

## Nemzeti parkok

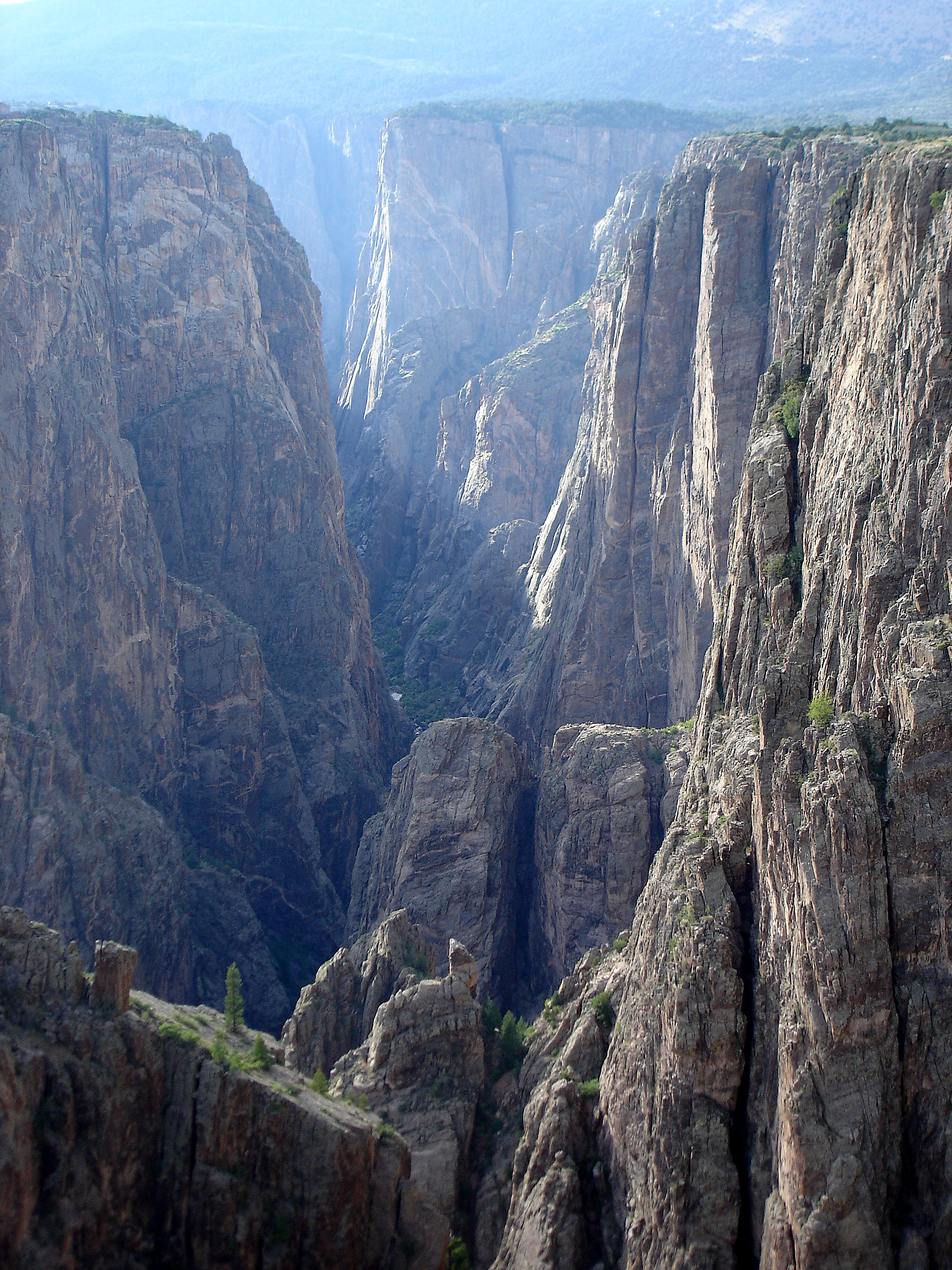
Fekete-kanyon

A Colorado-fennsíkon találhatók az Egyesült Államokban a legsűrűbben a nemzeti parkok. A tíz park a következő:
- Petrified Forest Nemzeti Park (Petrified Forest National Park)
- Grand Canyon Nemzeti Park (Grand Canyon National Park)
- Zion Nemzeti Park (Zion National Park)
- Bryce Canyon Nemzeti Park (Bryce Canyon National Park)
- Capitol Reef Nemzeti Park (Capitol Reef National Park)
- Canyonlands Nemzeti Park (Canyonlands National Park)
- Arches Nemzeti Park (Arches National Park)
- Gunnison Fekete-kanyonja Nemzeti Park (Black Canyon of the Gunnison National Park)
- Mesa Verde Nemzeti Park (Mesa Verde National Park)
- Chaco Kultúra Nemzeti Park (Chaco Culture National Historical Park)

## Nemzeti emlékhelyek

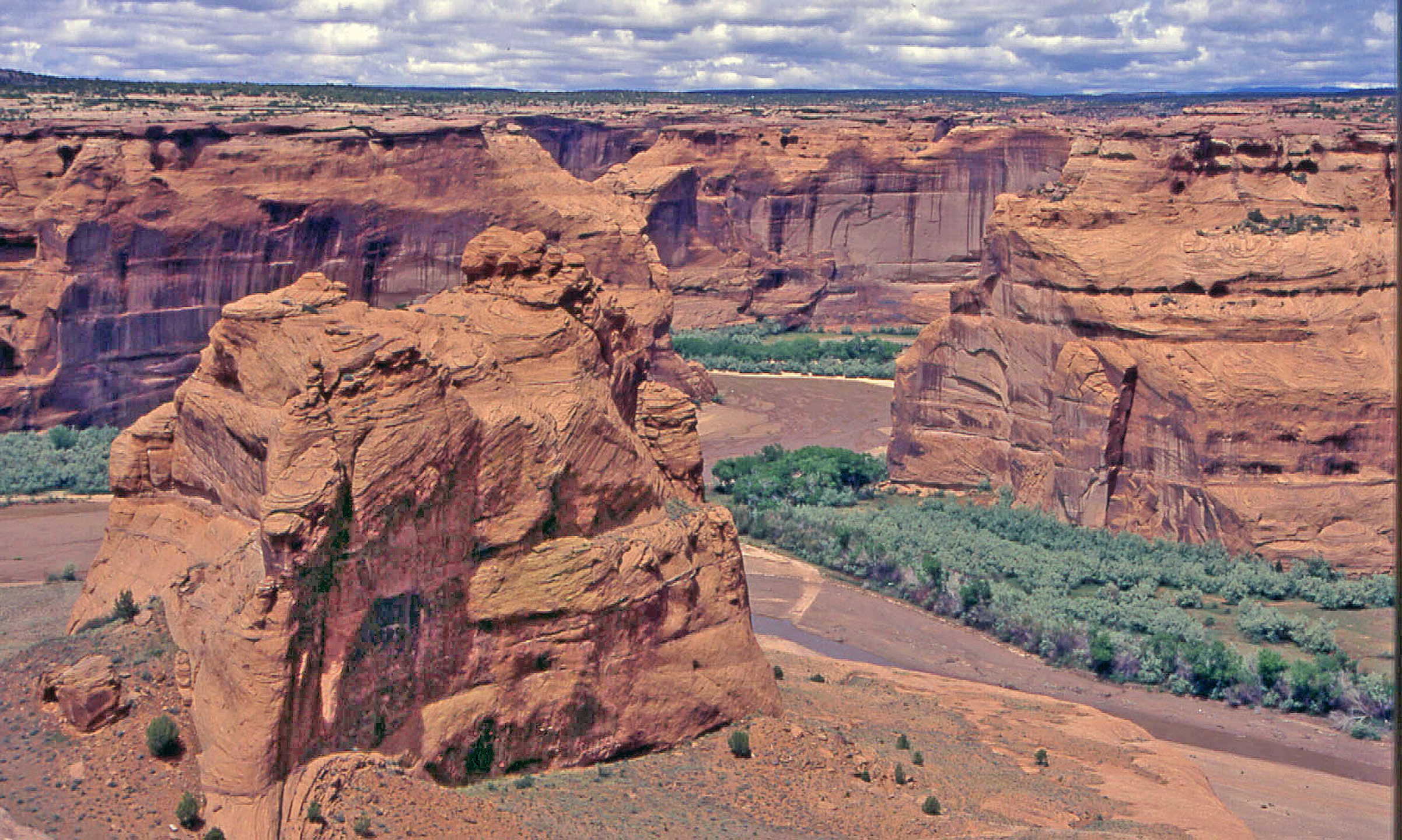
Canyon De Chelly Nemzeti Emlékhely

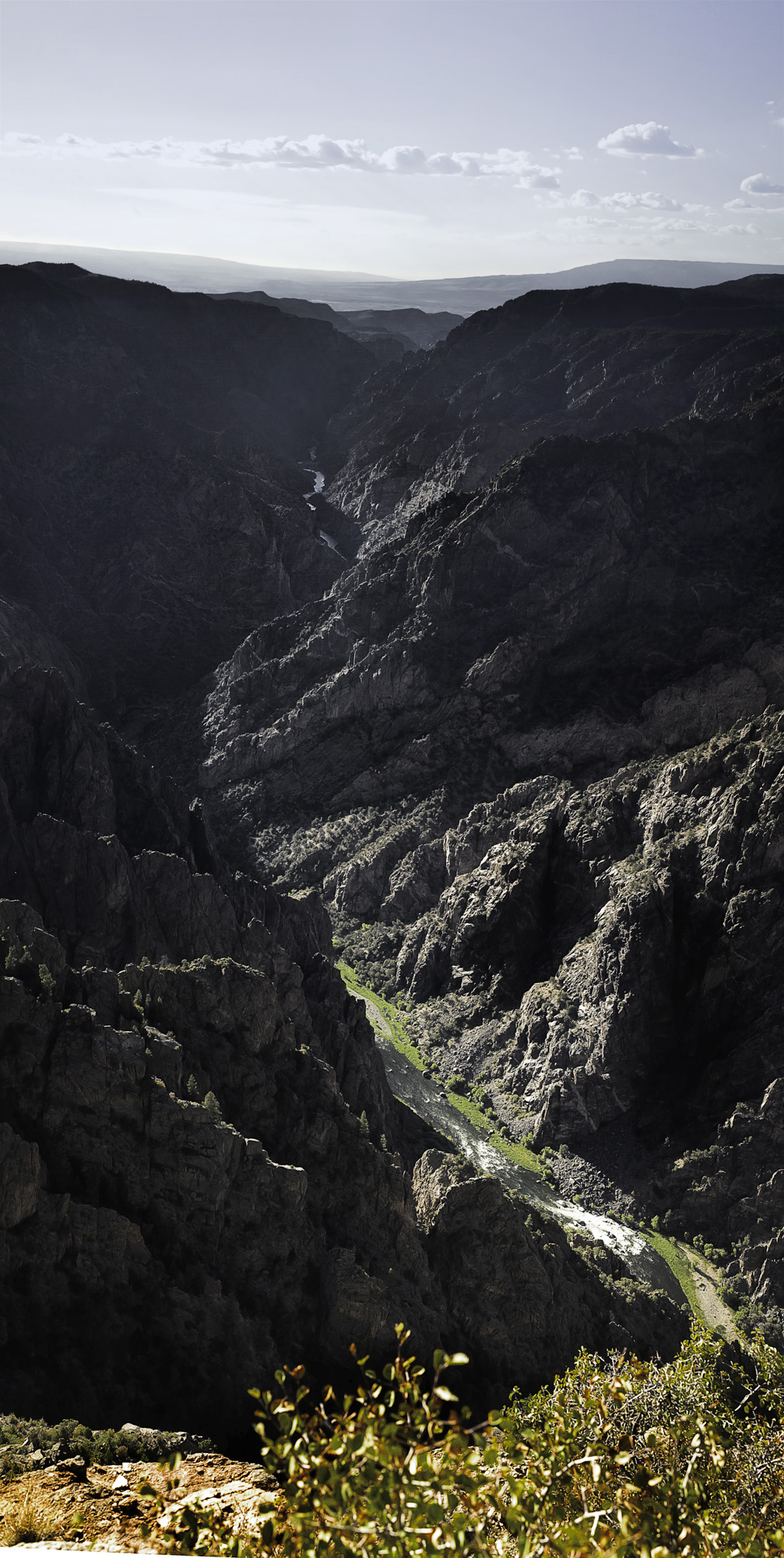
A Gunnison Fekete-kanyonja

A 17 nemzeti emlékhely között található Dinosaur Nemzeti park, Hovenweep, Wupatki, Sunset Crater Volcano, Grand Staircase-Escalante, Természetes hidak (USA), Canyons of the Ancients, Colorado Nemzeti Emlékhely.
- Aztec Ruins National Monument
- Canyon De Chelly National Monument
- Canyons of the Ancients National Monument
- Cedar Breaks National Monument
- Colorado National Monument
- Grand Canyon-Parashant National Monument
- Grand Staircase-Escalante National Monument
- El Malpais National Monument
- El Morro National Monument
- Hovenweep National Monument
- Navajo National Monument
- Natural Bridges National Monument
- Rainbow Bridge National Monument
- Sunset Crater National Monument
- Vermilion Cliffs National Monument
- Walnut Canyon National Monument
- Wupatki Nemzeti Emlékhely (Wupatki National Monument)

## További védett területek
- Dead Horse Point State Park
- Goosenecks State Park
- San Rafael Swell
- Grand Gulch Primitive Area
- Kodachrome Basin State Park
- Goblin Valley State Park
- Monument Valley
- Barringer Crater

A fennsík déli határán fekszik Sedona, Arizona és Oak Creek Canyon.